# かばん (aikoの曲)
『かばん』は、aikoのメジャー通算15作目のシングルで、ポニーキャニオンから2004年4月28日に発売。

## 概要
- 前作「えりあし」からおよそ半年ぶりのリリースで、2作連続でひらがなだけのシングルタイトルになった。
- 初回限定盤のみカラートレイ仕様。
- 当初は コピーコントロールCDとしてリリースされたが、現在では通常のCDとして出荷されている。

## 曲目
全作詞・作曲：AIKO
1. かばん
編曲：島田昌典
2. 猫
編曲：島田昌典
3. テレビゲーム
編曲：吉俣良
4. かばん（instrumental）